# Göta Arkhuset

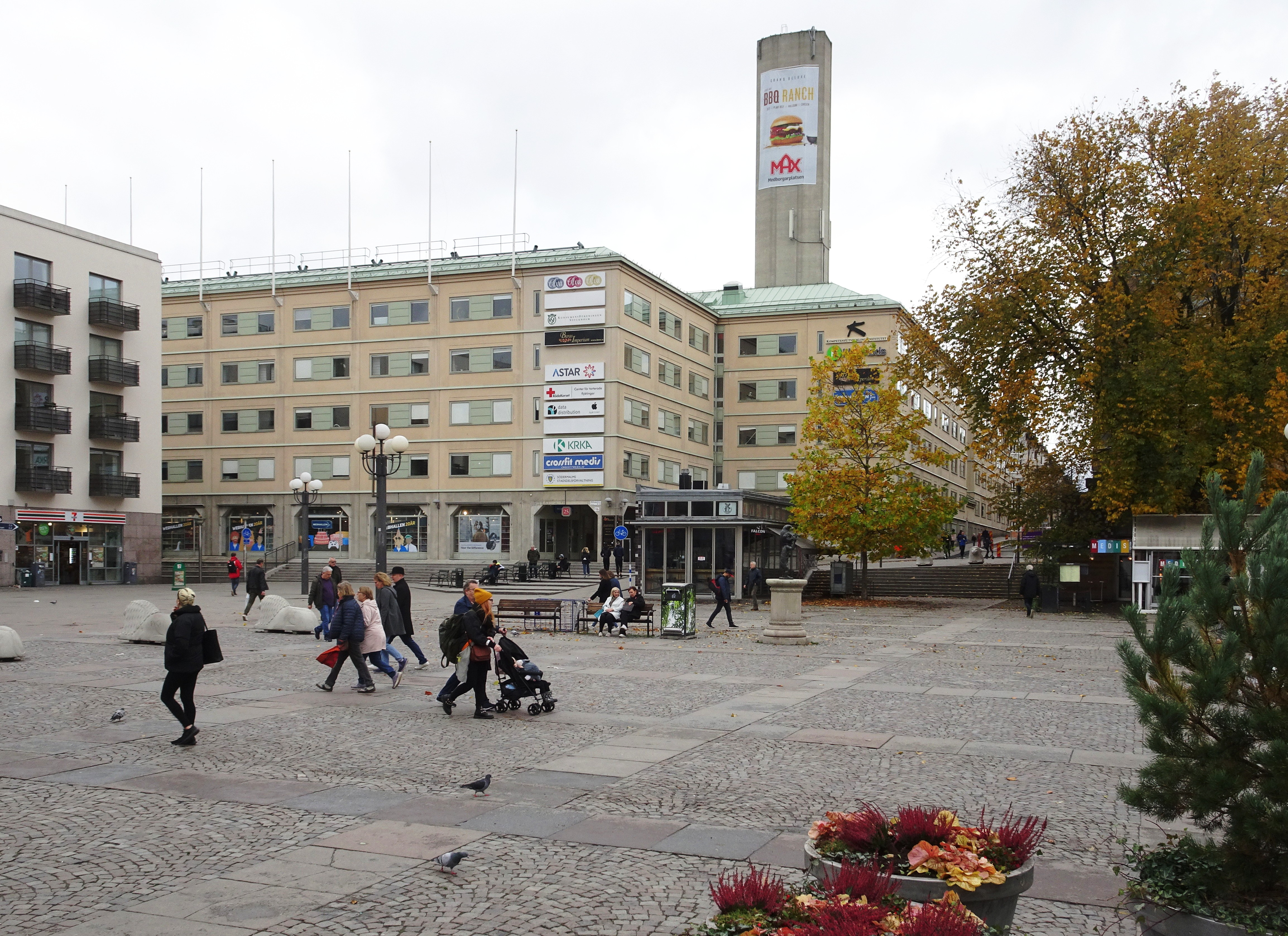
Göta Arkhuset i oktober 2019

Göta Arkhuset, är ett kontors- och bostadshus vid norra sidan av Medborgarplatsen på Södermalm i Stockholm, som uppfördes 1983 i kvarteret Göta ark vilket gav huset sitt namn.

## Kvarteret

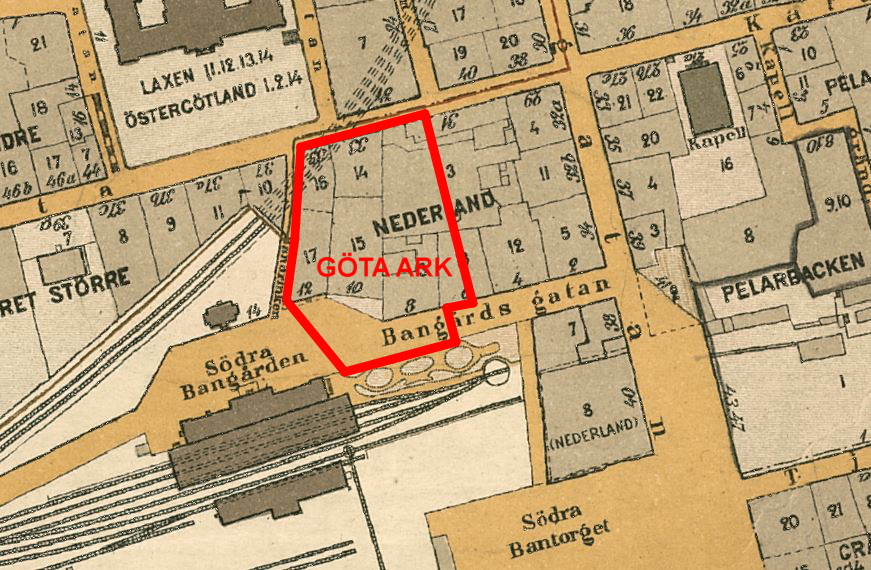
Ursprungliga kvarteret Nederland 1909, och nuvarande kvarteret Göt ark.

På Petrus Tillaeus karta från 1733 hade kvarteret namnet Nederland. Norr om Högbergsgatan och ända upp till Sankt Paulsgatan låg kvarteret Göta ark (1989 namnändrad till Noe ark och Skaraborg). Den västra delen av kvarteret Nederland namnändrades redan på 1940-talet till Göta ark. Den östra delen fick behålla sitt ursprungliga namn. Däremellan anlades en förlängning av Repslagargatan. I kvarteret Nederland uppfördes 1861 Hotell Göteborg i direkt anslutning till den nya järnvägsstationen Södra station. 
På 1930-talet försvann byggnader och kvarter när Södergatan schaktades fram genom Södermalm. Fram till början av 1980-talet var kvarteret Göta ark och de västra delar av Nederland i princip helt utplånade, då hade Södergatan överdäckats för Söderledstunneln och kvarteren återskapats.

## Byggnaden
Fastigheten utgörs av en kontorsbyggnad om ca 22 000 m² i fem till sju plan uppförd efter ritningar av Riksbyggens arkitektavdelning där Claes Mellin ansvarade för projektet. Fasaderna består av tidstypiska betongelement. En skorsten för Söderledstunnelns ventilationsanläggning kommer upp genom byggnaden och mynnar 50 meter ovan omgivande mark.

### Nutida bilder

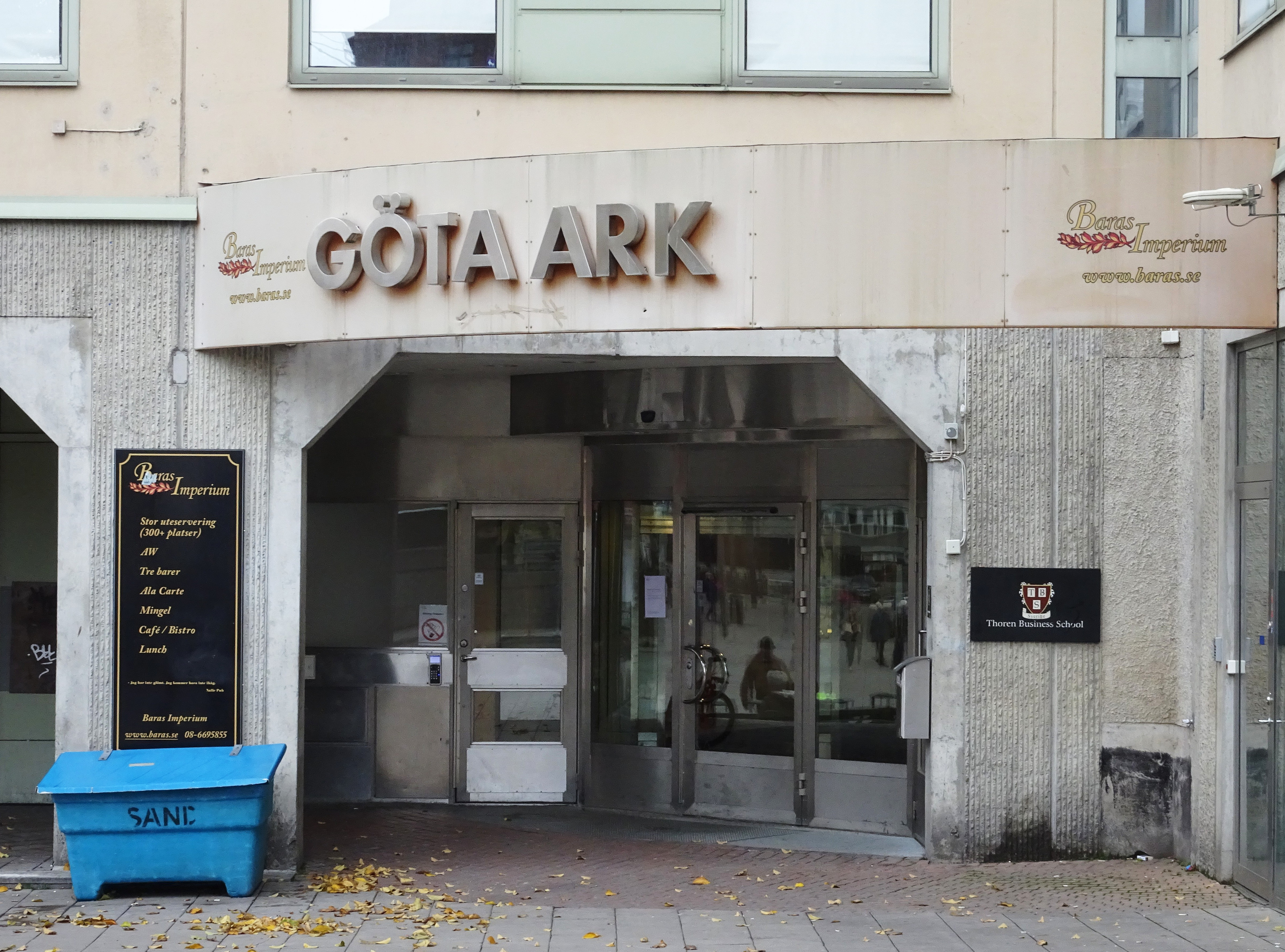
Entré
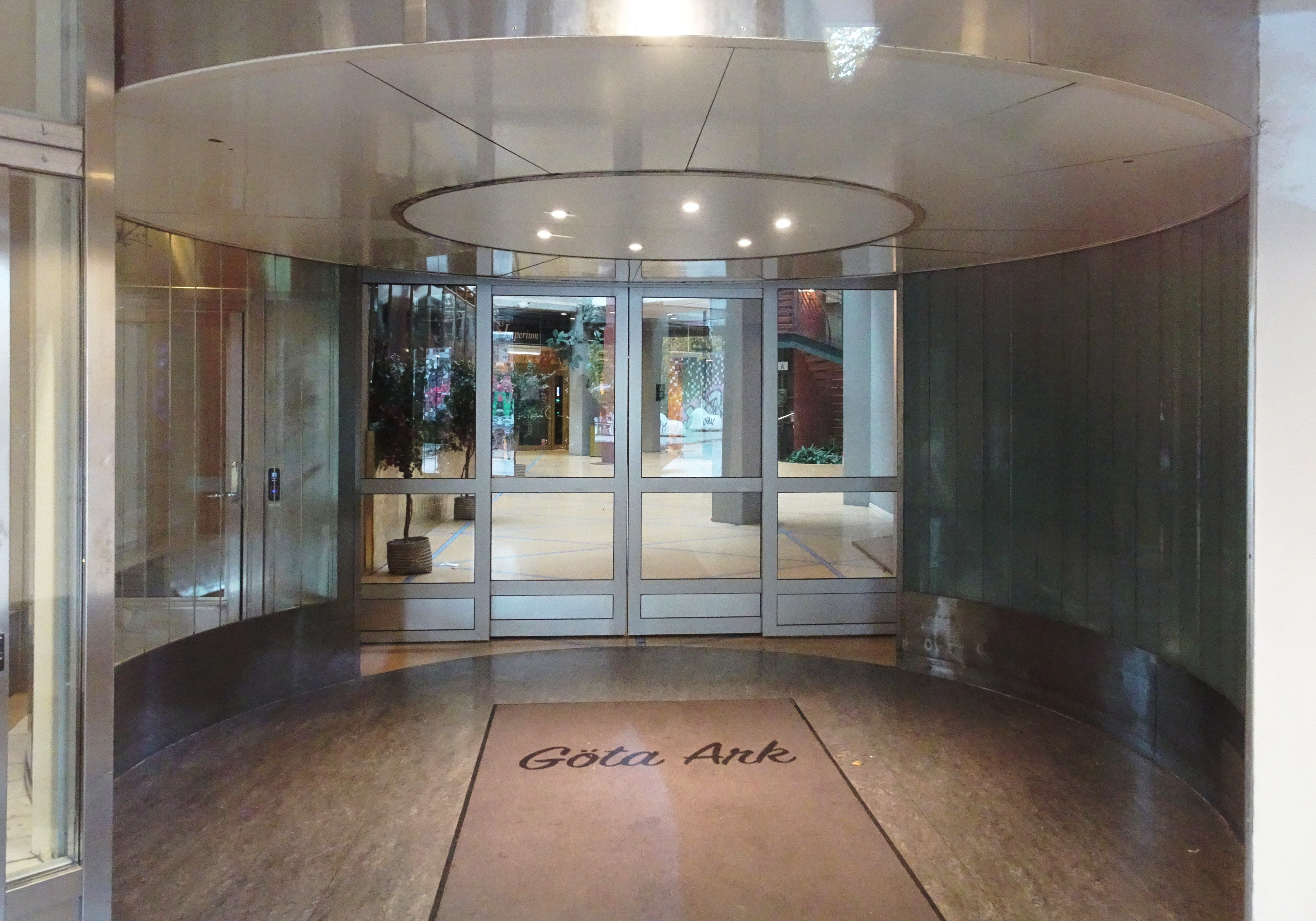
Entré
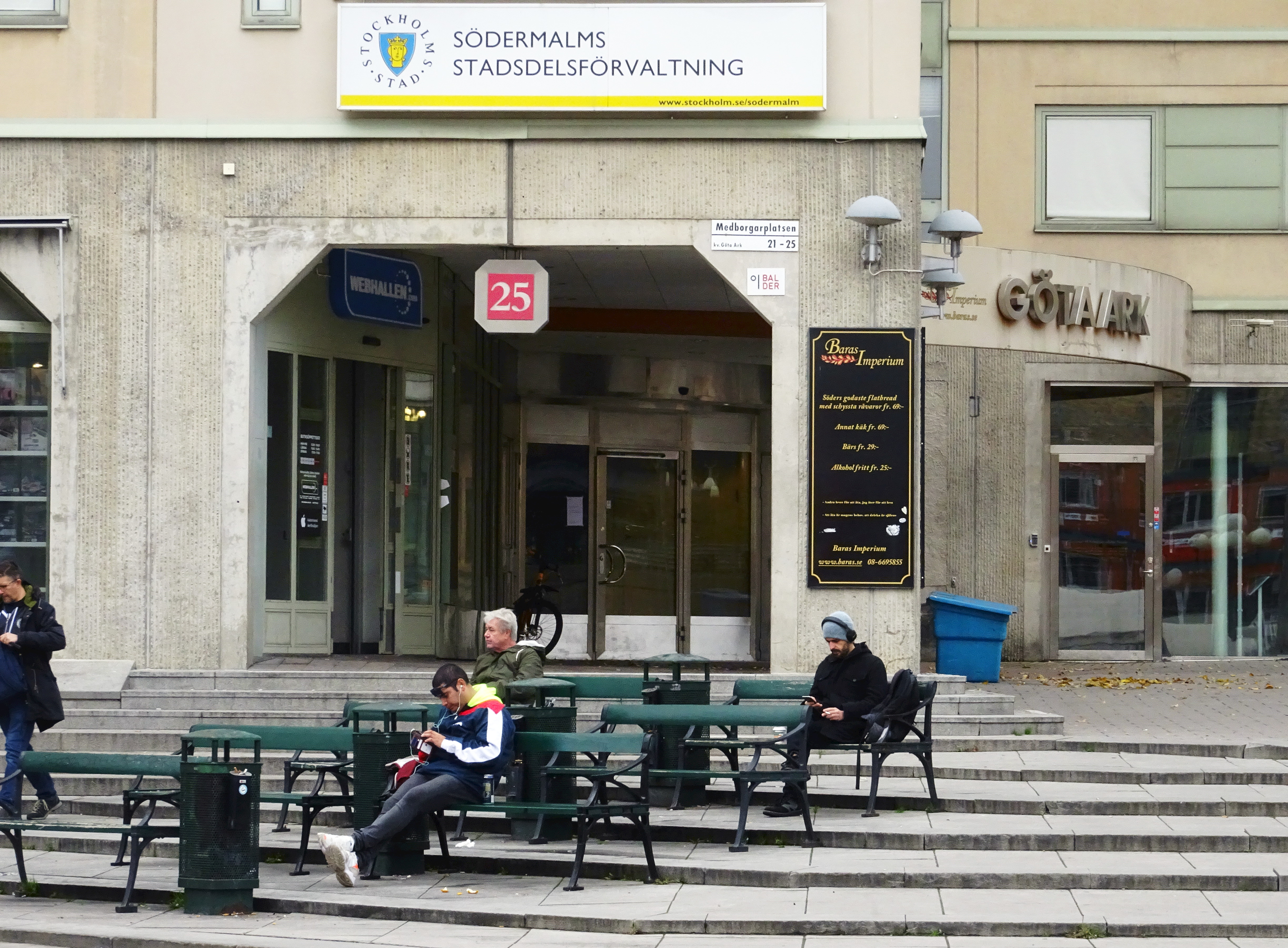
Mot Medborgarplatsen
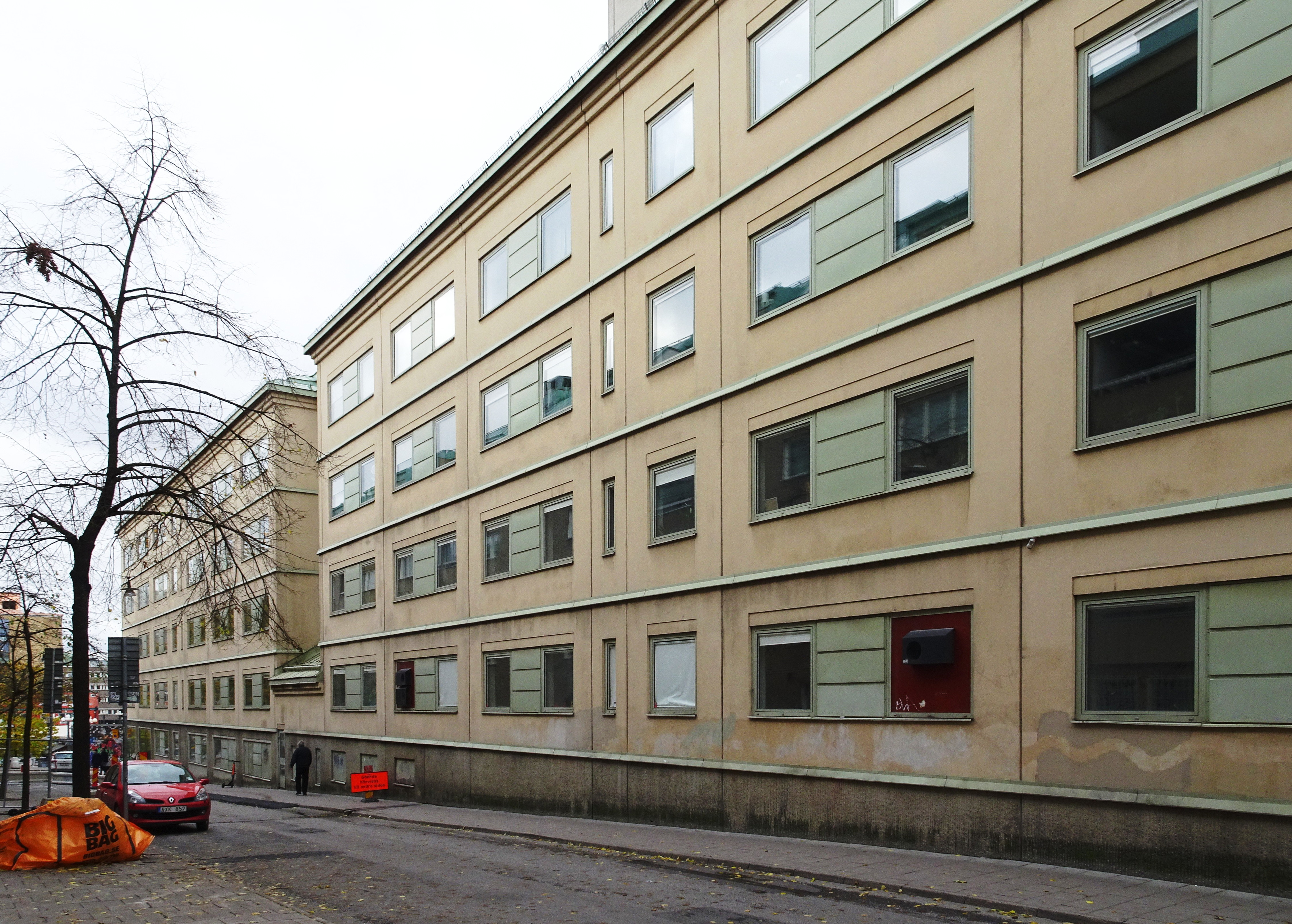
Fasad mot mot Repslagargatan

### Om- och tillbyggnad
År 2010 väcktes planer på att bygga om och till Göta Arkhuset. Fastighetsägaren, GE Real Estate planerar en galleria i stället för tonvikt på kontor och bostäder. Cirka 11 000 kvadratmeter handel kommer att byggas i husets entréplan och det skall bli möjligt att passera igenom Göta Arkhuset mellan Medborgarplatsen och Högbergsgatan. Stadsbyggnadsnämnden antog detaljplanen för om- och tillbyggnaden den 17 februari 2011. Planförslaget möjliggör drygt 50 nya bostäder, 2 500 kvadratmeter nya kontorslokaler och 2 500 kvadratmeter för handel. Kvarteret utvidgas mot väster in mot Fatbursparken och mot norr genom att Högbergsgatan smalnas av. I oktober 2019 hade inga byggarbeten påbörjats. Idag ägs huset av Fastighetsbolaget Balder.